# YafRay

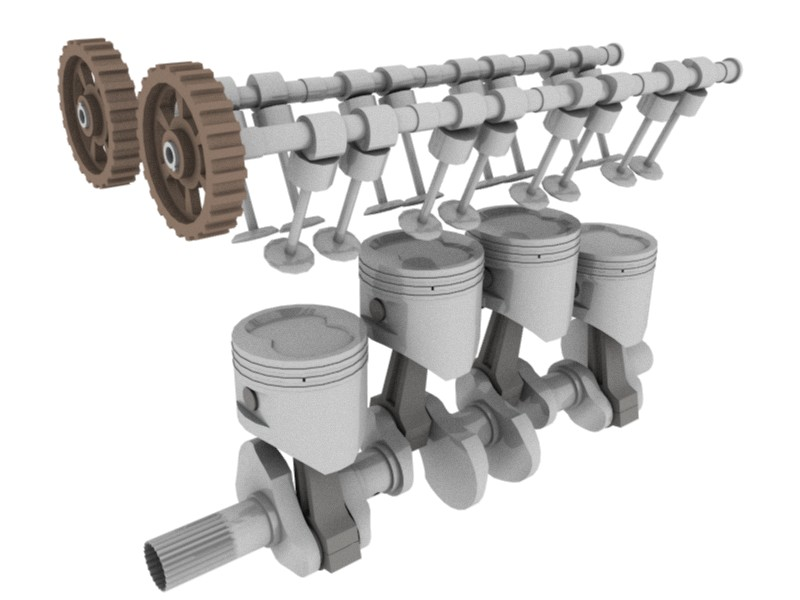
Un motor cu piston modelat în Blender și randat în YafRay.

YafRay (Yet Another Free Raytracer) este un program gratuit, open source, de ray tracing ce folosește limbajul XML pentru descrierea scenelor. A fost integrat în proramul 3D Blender, putând fi folosit direct pentru randarea scenelor fără a fi exportate.
Este licențiat sub GNU Lesser General Public License (LGPL).

## Funcții

### Randare
Iluminare globală (global ilummination)
YafRay folosește iluminarea globală pentru a produce randări 3D realistice folosind aproximări Montecarlo.
Iluminare Skydome
Acest sistem de iluminare este bazat pe lumina care vine de la cer, luând în considerare și umbrele fine implicate. Iluminarea poate fi obținută și din HDRI.
Caustics
YafRay folosește maparea fotonilor care permite causticitatea (distorsia luminii produsă de refracția acesteia printr-o lupă). Pentru a fimula materialele translucente există, în dezvoltare, un shader pentru subsurface scattering.
Adâncimea câmpului (depth of field)
Efectul de focalizare (depth of field) poate fi reprodus folosind această funcție. Cu un punct fixat în scenă, obiectele îndepărtate vor fi defocalizate.
Reflexii obscure (blurry reflections)
Dacă o suprafață nu reflectă perfect lumina, distorsiunea apare în lumina reflectată. Această distorsiune va fi mai puternică pe măsură ce obiectul reflectant este îndepărtat. YafRay poate simula acest lucru.

### Arhitectura
Modular framework
Yafray are o structură modulară, cu un kernel care încarcă toate elementele: scena, luminile și shaderele. Acestea împreună cu un API, permite crearea plugin-urilor de randare pentru a ușura folosirea lui din orice program sau suită 3D. Suitele 3D care-l suportă, în prezent, sunt Blender, Wings 3D și Aztec.
Cross-platform
Yafray a fost construit în totalitate folosind C++. Acest lucru ușurează portabilitatea, fiind disponibile executabile binare precombinate în cele mai populare platforme: GNU/Linux, Windows 9x/XP/2000, Mac OS X și Irix. Yafray poate fi folosit și ca un motor de randare stand-alone, folosind propriul format pentru scene. Astfel, el poate fi folosit direct din command line sau un script. Există, de asemenea, posibilitatea pentru randare paralelă sau distribuită.

## Adrese externe
- Situl web oficial Arhivat în 9 martie 2009, la Wayback Machine.
- Informatie in romana Arhivat în 17 aprilie 2009, la Wayback Machine.